# Distretto di Selaphum
Il distretto di Selaphum (in thailandese: เสลภูมิ) è un distretto (amphoe) della Thailandia, situato nella provincia di Roi Et.